# 5時15分
『5時15分』（5:15）は、イギリスのロックバンド、ザ・フーの楽曲。作詞・作曲はピート・タウンゼント。1973年のアルバム『四重人格』収録。シングルとしてもリリースされ、イギリスで20位を記録。

## 解説
ロックオペラ『四重人格』の中の1曲であり、この曲は主人公のジミーがブライトンへ向かうため列車に乗り、様々な妄想を巡らせるシークエンスで使用される。この曲の冒頭と終わりのフレーズ（ピート・タウンゼントが歌うパート）は、同じく『四重人格』収録の「カット・マイ・ヘアー」から流用されている。この曲はレコーディング当日にタウンゼントがスタジオで書いたものであり、そのため『四重人格』の他の曲と異なりデモテープが存在しない。
作者のタウンゼントは、この曲の歌詞について以下のように説明している。
「5時15分」はアルバムからの先行シングルとして、1973年10月5日にリリースされた。シングル・バージョンでは、アルバム・バージョンにはあった曲の冒頭の波の音が削除されている。ロジャー・ダルトリーは「実際、『四重人格』でシングルにできたのはこの曲だけだったんだ」と語っている。当時はアメリカではリリースされず、代わりに「愛の支配」と「リアル・ミー」がシングルカットされた。シングルのB面に収録された「ウォーター」は、1970年春頃に録音され、5曲入りEPとして発表される予定だった曲の一つであり、このシングルによって初登場となったもので、『四重人格』とは関連性がない。
リリースされた当時の1973年10月、バンドはBBCのテレビ番組『トップ・オブ・ザ・ポップス』で、プロモーションのためにこの曲を披露しているが、演奏中タウンゼントはギターを壊し、さらにプロデューサーに食って掛かり、カメラに向かって中指を突き立てる暴挙に出た。BBCはザ・フーに対し出入り禁止の措置を取った（後に解除）。

## コンサートパフォーマンス
「5時15分」は、『四重人格』を冠するツアーはもちろん、それ以外のツアーでもたびたび披露された。コンサートではしばしばホーンセクションを導入したり、またジョン・エントウィッスルのベースソロをフィーチャーすることもあった。2012年での『四重人格』ツアーでは、サポートメンバーのピノ・パラディーノではなく、当時すでに故人だったエントウィッスルの映像を流して、ベースソロを再現するという試みがなされた。
ザ・フーの公式ライブ作品では、『ジョイン・トゥゲザー』（1989年）、『ライヴ・アット・ザ・ロイヤル・アルバート・ホール』（2003年）、『四重人格　ライヴ&モア』（2014年）に収録されている。

## 映画『さらば青春の光』バージョン
1979年、『四重人格』の映画化作品『さらば青春の光』のサウンドトラック盤には、この曲のリミックス・バージョンが収録された。このサウンドトラック盤の音楽監督を担当したジョン・エントウィッスルは、リミキシングだけでなく、ベース・トラックも録音し直している。このバージョンはB面に「ぼくは一人」を収録し、1979年9月にシングル・リリースされ、アメリカで45位につけたが、オリジナル版と異なりイギリスではチャート・インしなかった。

## 演奏メンバー
- ザ・フー
  - ロジャー・ダルトリー - リードボーカル
  - ピート・タウンゼント - エレクトリックギター、リード&バッキングボーカル
  - ジョン・エントウィッスル - ベース、フレンチホルン、バッキングボーカル
  - キース・ムーン - ドラムス
- ゲストミュージシャン
  - クリス・ステイントン - ピアノ